# Giraffe Centre
El Giraffe Centre se encuentra en Langata, a unos 5 kilómetros (3,1 millas) del centro de Nairobi, en Kenia. Se estableció con el fin de proteger la jirafa amenazada de nombre Giraffa camelopardalis rothschildi, que solo se encuentra en las praderas del este de África.
Fue iniciado por Jock Leslie-Melville, el nieto keniano de un conde escocés, cuando él y su esposa Betty capturaron una jirafa bebé para iniciar un programa de cría en cautiverio de jirafas en su casa, la sede del centro en la actualidad.